# Klubina
Klubina este o comună slovacă, aflată în districtul Čadca din regiunea Žilina. Localitatea se află la altitudinea de 455 m deasupra n.m., se întinde pe o suprafață de 15,57 km2 și în 2017 număra 546 de locuitori.

## Istoric
Localitatea Klubina este atestată documentar din 1662.

## Demografie
| An:                | 1994 | 2004   | 2014   | 2024   |
| ------------------ | ---- | ------ | ------ | ------ |
| Număr de persoane: | 522  | 516    | 544    | 555    |
| Diferență:         |      | −1,14% | +5,42% | +2,02% |

| An:                | 2023 | 2024   |
| ------------------ | ---- | ------ |
| Număr de persoane: | 544  | 555    |
| Diferență:         |      | +2,02% |